# (37916) 1998 FN101
1998 FN101 (asteroide 37916) é um asteroide da cintura principal. Possui uma excentricidade de 0.11623290 e uma inclinação de 12.05833º.
Este asteroide foi descoberto no dia 31 de março de 1998 por LINEAR em Socorro.